# پروتکل‌های آشویتس
«پروتکل‌های آشویتس» که به «گزارش‌های آشویتس» نیز معروف است و در ابتدا با عنوان «اردوگاه‌های نابودی آشویتس و بیرکناو» منتشر شد، مجموعه‌ای از سه گزارش شاهدان عینی در سال‌های ۱۹۴۳ تا ۱۹۴۴ دربارهٔ کشتار جمعی است که در داخل اردوگاه نگهداری آشویتس در لهستان اشغال‌شده توسط آلمان نازی در جریان جنگ جهانی دوم رخ می‌داد.

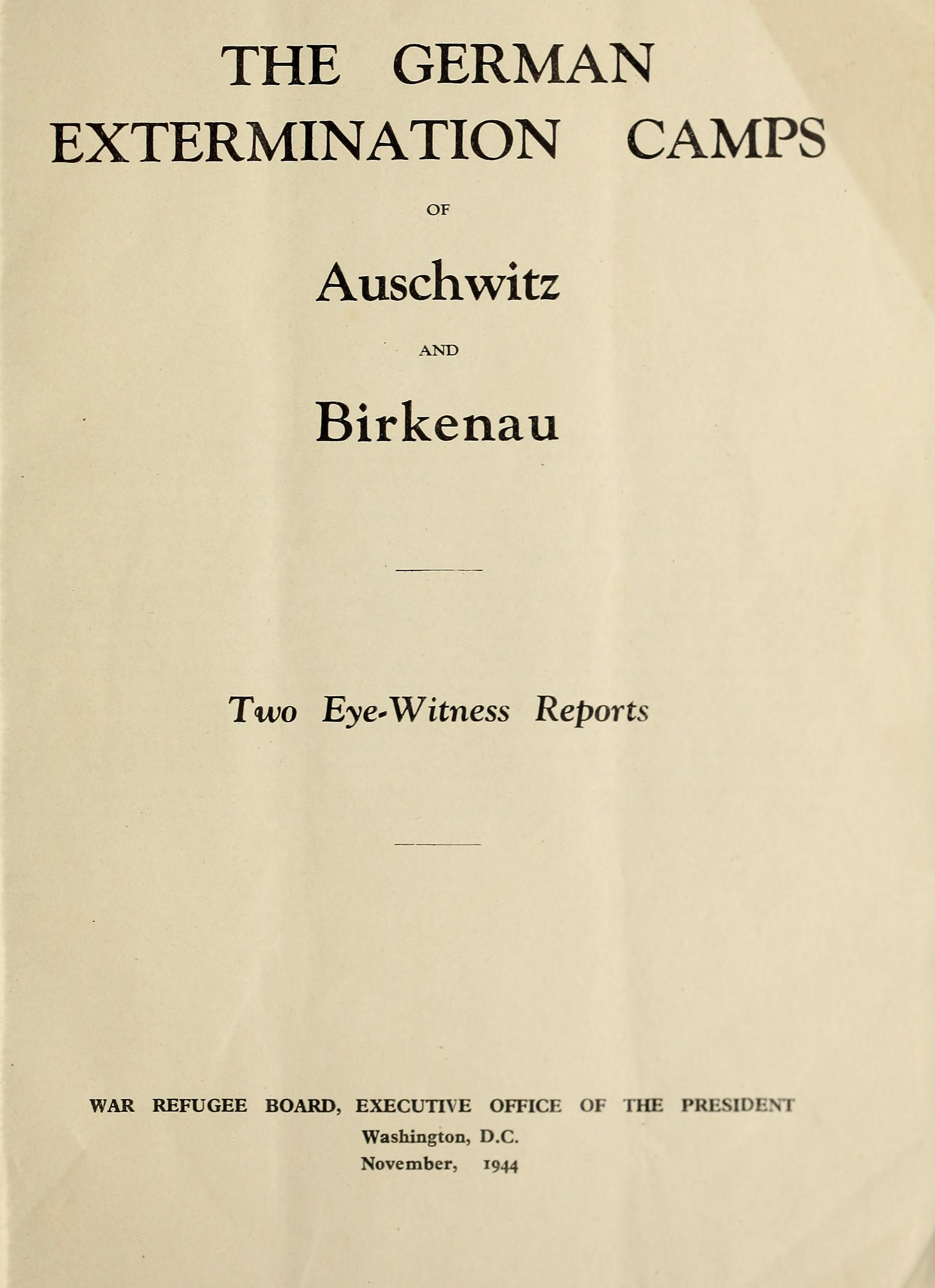
اردوگاه‌های نابودی آلمان آشویتس و بیرکناو - صفحه عنوان، نوامبر ۱۹۴۴.

این گزارش‌های شاهدان عینی به‌طور جداگانه به عنوان گزارش «وربا-وتزلر»، گزارش «افسر لهستانی» و گزارش «روزین-موردوویچ» شناخته می‌شوند.

## شرح
این گزارش‌ها توسط زندانیانی که از اردوگاه فرار شدند تهیه شدند و بر اساس اهمیت آنها از دیدگاه متفقین غربی و نه به ترتیب زمانی ارائه گردیدند. فراریانی که این گزارش‌ها را نوشتند عبارت بودند از: رودولف وربا و آلفرد وتزلر (گزارش وربا-وتزلر)؛ آرنوشت روزین و چسلاو موردوویچ (گزارش روزین-موردوویچ)؛ و یرژی تابئو (گزارش "افسر لهستانی").
گزارش وربا-وتزلر در آوریل ۱۹۴۴ توسط گروه کاری براتیسلاوا به‌طور گسترده‌ای منتشر شد، توسط سارا فریدلندر به زبان مجاری ترجمه گردید، و با کمک دیپلمات رومانیایی فلوریان مانولیو، این گزارش یا خلاصه آن به جورجه مندل-منتلو، نماینده ارشد سفارت السالوادور در سوئیس، از طریق معاون کنسول سوئیس کارل لوتز در بوداپست رسید. منتلو آن را بلافاصله منتشر کرد.
این امر موجب تظاهرات در سوئیس، موعظه‌های کلیسایی در سوئیس دربارهٔ وضعیت تراژیک یهودیان و حدود ۴۰۰ تیتر در روزنامه‌های سوئیسی در اعتراض به کشتار جمعی یهودیان کرد. ممکن است این رویدادها در سوئیس یکی از عوامل تهدید مجازات علیه میکلوش هورتی، ولیعهد مجارستان از سوی رئیس‌جمهور روزولت، وینستون چرچیل و دیگران بوده باشد که پس از آن (هرچند نامشخص است تا چه میزان به دلیل همین رویدادها)، هورتی ارسال مجارستانی‌ها به اردوگاه‌های مرگ را در ۱۹۴۴ متوقف کرد.
متن کامل گزارش‌ها، پس از ۷ ماه تأخیر، در ۲۶ نوامبر ۱۹۴۴ توسط اداره پناهندگان جنگی ایالات متحده با عنوان «اردوگاه‌های نابودی آشویتس (اوشوینتسیم) و بیرکناو در سیلزی بالا» منتشر شد. این گزارش‌ها با شماره سند 022-L در دادگاه‌های نورنبرگ به عنوان مدرک ارائه گردید و در بایگانی اداره پناهندگان جنگی در کتابخانه و موزه ریاست جمهوری فرانکلین روزولت در هاید پارک، نیویورک نگهداری می‌شود.
مشخص نیست که این گزارش‌ها از چه زمانی با عنوان «پروتکل‌های آشویتس» شناخته شدند، اما احتمالاً راندولف ل. براهام نخستین کسی بود که این اصطلاح را برای این سند به کار برد. او در کتابش «سیاست نسل‌کشی: هولوکاست در مجارستان» از این عنوان استفاده کرد.